# 靜宜大學二二八紀念碑
24°13′35″N 120°34′50″E / 24.226359°N 120.580490°E
靜宜大學二二八紀念碑，位在臺灣臺中市沙鹿區靜宜大學伯鐸樓前，2001年落成，為第一座在臺灣大專校園設立的二二八和平紀念碑。

## 由來

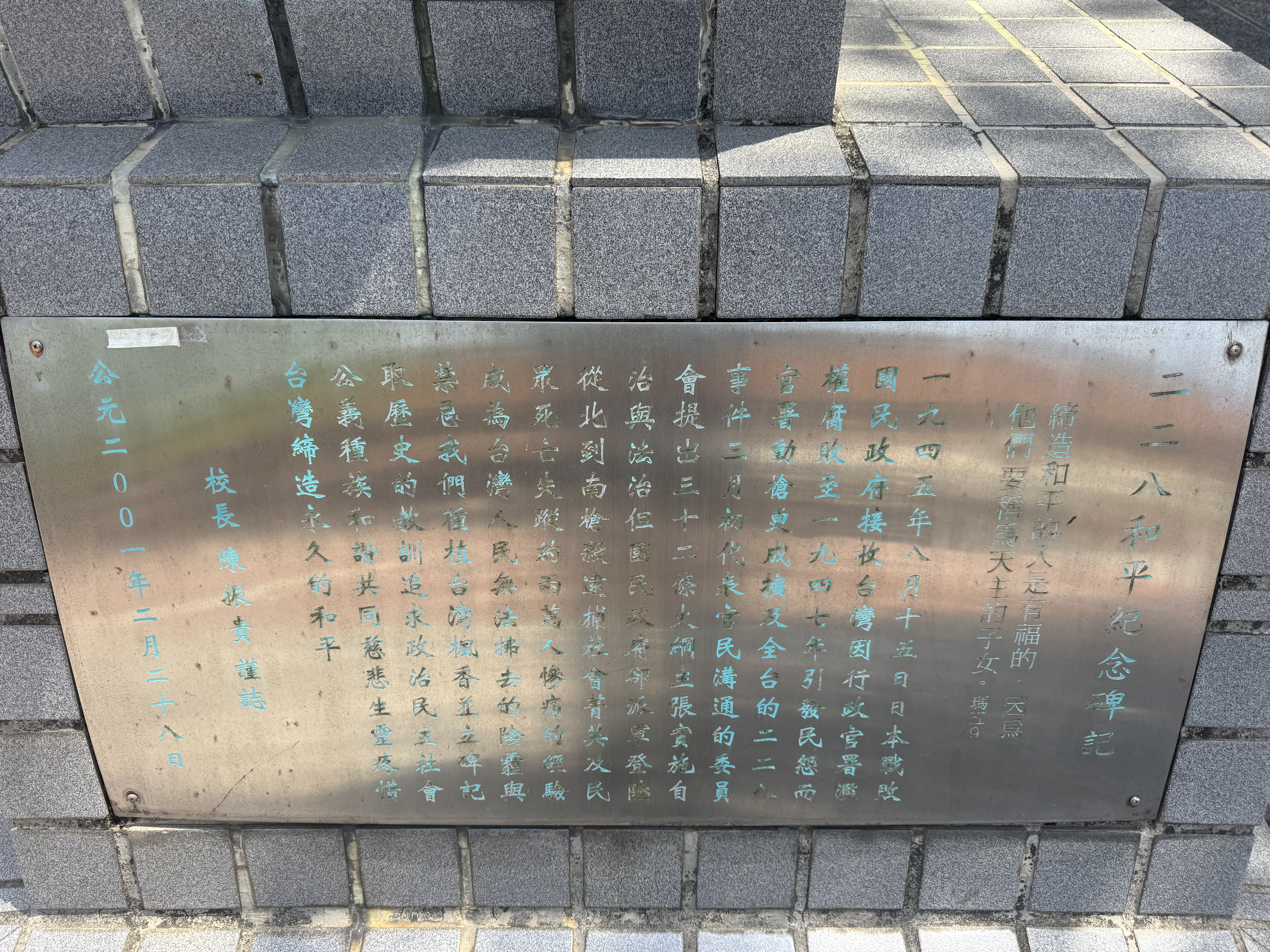
靜宜大學二二八紀念碑文

1997年2月28日，靜宜大學中文系主任鄭邦鎮與林義雄等人在靜宜大學校園種植台灣原生種楓香，以4邊各28棵來象徵臺灣四大族群和諧共存。之後鄭邦鎮考慮樹林保存不易，決定在靜宜大學人文暨社會科學院伯鐸樓前設置第一座在臺灣大專校園設立的二二八紀念碑。靜宜大學教師會便委託賴守仁打造以浴火鳳凰為造型的銅像。
2001年2月28日上午10點半，靜宜大學校長陳振貴主持揭幕時，由駐校作家吳晟、陳千武、趙天儀朗誦〈  經常有人向我宣揚〉等詩歌，安排228名學生手持台灣百合、施放228顆氣球、贈送228盒玉珍齋鳳凰酥。日久，逢和平紀念日前後此碑未有追思悼念活動，直到2016年由靜宜大學社團尋根樹社長張舒萍等人選定於中臺灣二二八開始抗爭的3月2日作追思。

## 造型
對於造型浴火鳳凰，設計者賴守仁用樟木、檜木屑、炭、酒精塊等其他可燃性媒材燃燒作品，最後留下金屬結構。碑文則請張炎憲撰寫，引用天國八福之一的名句「締造和平的人是有福的」。